# 海春深
海春深（George K. Harris，1887年—1962年），美國明尼蘇達州威諾納人，基督教新教、中國伊斯蘭教、中國穆斯林傳教士、宣教士。幼年勤於閱讀與寫作，曾在芝加哥藝術學院學習藝術。1913年受呼召前往中國甘肅，專注於穆斯林群體的宣教工作，先後學習阿拉伯語和漢語，編印製作雙語宣教資料。他著有《主愛穆民》和《How to lead Moslems to Christ》。

## 生平

### 成長背景
海春深出生於明尼蘇達州的威諾納（Winona），幼時的海春深，特質是學習時非常專注。同齡的孩子在玩耍之時，海即在書房獨自閱讀，當外界越是吵攘，他越是可以專心一致，不受到干擾，受到一八九八年的美西戰爭影響，海對世界的多樣想像力，促發海11歲開始寫作冒險遊歷的故事，撰寫著作幻象中的朋友潘賜理遠航的《潘賜理環球遊記》，海查考百科全書，寫下貼近摹寫青年作家環球經歷的著作。海春深的父親海約翰，從事木材業，父親為鍛鍊海春深，讓其打工時接觸伐木業，海春受到衛理公會教導，無法接受當時伐木工的生態，想要糾正工人們買賣私酒的歪風。
海春深在華盛頓大學無目標地度過兩年，被父親勸退大學，進入銀行擔任助理員，當董事要推舉海任司庫之時，又被父親毀掉他的競選。海回到波蘭市，在藥行從事會計工作，晚上海在畫廊上課，老師發現他的才華，在老師的鼓勵下，海春深考選芝加哥藝術學院，他在藝術上的表現優異，希臘雕塑畫送到歐洲參展。

### 蒙召經過
1913年受回宣傳教士池維謀博士呼召，前往埃及學習阿拉伯語的博多恩的死（耶魯大學百萬富豪青年），使西方教會開始震動，在博多恩三周年逝世紀念的聚會時，紐約博多恩母親的住所禱告的聚集，求神喚起青年們，可以去完成博多恩的領受的對穆民宣教的使命，「同一天晚上，芝加哥慕迪神學院的禱告會上，神奇妙地將海春深的志向，由尼日利亞的卡諾，轉向了中國的甘肅——那裡有300萬回民未聆聽福音。」

### 兩種語言
海春深畢業之後，向中國內地會提出申請，在他畢業之後，便前往多倫多接受為期一個月的宣教特別訓練，接著抵達上游安慶的語言學校，開始學習漢語。
海春深在中國首次出外到開封當時最具規模的清真寺，看見清真寺裡面的男孩，正在學習漢語、英語以及阿拉伯三類別的文字，寺童自小開始讀誦背記可蘭經，各個恪守一切穆斯林的宗教儀式不敢違背，海開始正式地瞭解穆斯林的宗教狀態與其文化。海春深從開封動身向西行，他的描述曾在一日內售出八百多本，惜無人公開歸主，要有更多的禱告！」
西寧教會裡面的唯一歸主的楊姓穆斯林是海春深的第一個阿拉伯語發音指導者，但楊弟兄並非阿拉伯語言學者，海參春很快懂得與他一樣多，內地會英國籍牧師胡立禮（H. F. Ridley）為他介紹一個阿拉伯語老師賽貝」然而在這位穆斯林宗教老師賽貝（阿訇）要教禱海春深之前，清真寺不允許賽貝教導基督徒天使的語言（阿拉伯語）。
海深春又特別製作出「神的羔羊」雙語之宣教海報：海深春以黑顏色來代表人心靈裡的罪性；紅顏色表示耶穌基督為人死；而白顏色象徵人相信耶穌基督之後變為純潔；金色為天堂的永恆神聖城。海創作印製有穆斯林曆法、農曆、西方曆三種記述的日曆，海春深且在原本只有中文的佈道冊子之封面同時印製上阿拉伯文，避免一下子就被穆斯林給拒絕或撕毀。

## 家庭
1917年10月份，在慕迪聖經學院相識的施安慰被中國內地會所接納，海春深放在心中已久未表白的愛情，透過他的信件發散出去，施安慰被分派到甘肅南部的富康區。
1919年11月，海春深和原在加拿大擔任教師的施安慰（Miss F. W. Steven）於甘肅結婚。
1920年10月，海春深的長女美蘭（Florence Sarah）出生，1922年4月美蘭感染痲疹，9月百日咳接著12月的重感冒，美蘭不幸於1923年1月猝然病逝。

## 著書
《主愛穆民》、《How to lead Moslems to Christ》

## 影響
朱柬在國度復興報之中提到：「國語禮拜堂的精神領袖是吳勇長老，其屬靈根源來自內地會海春深教士，國語禮拜堂聚會模式跟聚會所很像，強調神的話語跟生命。」朱牧師表示台灣在1950至1955年間，是台灣第一波的教會復興，國語禮拜堂像是調整改版的召會，召會中許多慣用的基督教屬靈專有名詞，非信徒難以理解，然而國語禮拜堂的表達趨近口語化，讓非信徒可以懂，相對地容易傳福音，此看來朱牧師提及國語禮拜堂的屬靈根源源於內地會的海春深。

## 評價
寧夏大學政法學院的韓永靜博士在北方民族大學學報中講到：「在西寧7月4日上午的會議上，討論以海春深宣讀的題為《西寧地區的穆斯林》的文章開始，討論了諸多問題，如巡迴醫療是否有效，單身女士和已婚婦女對穆斯林婦女的傳教效果是否一樣等。海春深提出了三點建議並經過會議修改一致通過，同時茲威默建議出版著名的傳教士或穆斯林皈依者的個人見證。此次會議取得了許多共識，比如需要人去接受專門的文字工作的訓練；掌握兩門語言對於工作有明顯的好處；過去忽視穆斯林的原因不要過多地歸於傳教士方面缺乏興趣，穆斯林的排斥是重要因素……，通過茲威默與傳教士的交流可以看出，經過多年在穆斯林地區的傳教實踐活動，海春深等一批傳教士已積累了豐富的向穆斯林傳教的經驗，他們對穆斯林進行了多次調查和深入研究，他們既接受茲威默的指導，也有自己的見解，已成長為向穆斯林傳教的專家。」